# Oncideres cervina
Oncideres cervina är en skalbaggsart som beskrevs av Thomson 1868. Oncideres cervina ingår i släktet Oncideres och familjen långhorningar. Inga underarter finns listade i Catalogue of Life.